# Hulja
Hulja är en ort i Estland. Den ligger i Kadrina kommun och landskapet Lääne-Virumaa, i den centrala delen av landet, 80 km öster om huvudstaden Tallinn. Hulja ligger 83 meter över havet och antalet invånare är 569.
Terrängen runt Hulja är platt. Runt Hulja är det glesbefolkat, med 17 invånare per kvadratkilometer. Närmaste större samhälle är Rakvere, 8,0 km öster om Hulja. I omgivningarna runt Hulja växer i huvudsak blandskog.